# Oritània
Oritània, el país dels oritans (oritani) va ser una satrapia menor de la Pèrsia aquemènida, dins de la satrapia de Gedròsia.
Se sap que els seus habitants van ser aliats dels gedrosis quan va arribar Alexandre el Gran i es van enfrontar amb ell, segons Flavi Arrià.
El país dels oritans estava situat a l'est del riu Tomeros (Hingol) probablement entre el Hingol i el Hab. La capital s'anomenava Rambacia. Estava governada per sobirans locals. Estrabó diu que els habitants d'Oritània eren una nació índia, i Diodor de Sicília explica que portaven les mateixes armes i vestits que els indis però tenien diferents institucions i organització.